# TrackBack
TrackBack是一种网络日誌应用工具，它可以让網誌作者知道自己的文章的读者中有哪些人撰写哪些与之有关的文章。在Movable Type和WordPress软件中，包含有该功能。该功能通过在评论中显示引用者的文章链接和评论内容，实现了网站之间的互相通告；实现了网志间的沟通互动，使得更多人加入关于一个主题的讨论。
TrackBack功能一般出现在一个網誌文章的下方，同时会显示对方網誌的摘要信息、URL和網誌标题。
TrackBack规范由Six Apart在2000年制订，並在Movable Type 2.2中予以实现。

## 中文譯名
TrackBack的翻譯有些爭議，在臺灣通常是翻譯為「引用」[告知]；但此譯名的缺點在於，發送TrackBack的人不見得有引用原始文章的任何部分。另一種音譯為「搥背」，雖有通知他人的意思，但乍看之下會較不知其用途為何。另外還有「迴響」這個翻譯，但可能會與comment混同。

## 作用解释
对于Trackback的作用有一个相对简单清晰的解释：
1. 甲在部落格上发表一篇日志。
2. 乙在甲的部落格上评论，也想让自己的访客看看评论内容，并让访客能在自己的博客上评论。
3. 乙在自己的部落格上发表日志，同时手工向甲的博客发送一个Trackback。
4. 甲的部落格收到了显示原始文章评论的Trackback，且评论包含了乙的文章链接和一段文章摘要。